# Самотос, Иван Михайлович
Ива́н Миха́йлович Самото́с (укр. Іван Михайлович Самотос; 20 августа 1933, с. Устье — 7 июля 2016) — советский и украинский скульптор. Заслуженный деятель искусств Украинской ССР (1990), народный художник Украины (1998), педагог, профессор (1991).

## Биография
Родился с. Устье (ныне Стрыйского района Львовской области). В 1948 году поступил во Львовское училище им. И. Труша, затем продолжил учёбу во Львовском институте прикладного и декоративного искусства (теперь Львовская национальная академия искусств), который окончил в 1959 году. Ученик скульптора Ивана Северы (1891—1971).
С 1963 года — преподаватель в том же институте. С 1989 года — доцент, с 1991 года — профессор, заведующий кафедрой монументально-декоративной скульптуры института прикладного и декоративного искусства во Львове.
Общественный деятель, активно участвовал в студенческом движении в конце 1980-х — начале 1990-х годов.
Председатель Львовской организации Национального союза художников Украины.

## Творчество
Творчеством занимается со студенческих лет, подрабатывал, расписывая декорации во Львовском оперном театре, по чертежам архитектора Г. Швецко-Винецкого вылепил «гирлянду» для Вечного огня на Холме славы, создавал садово-парковые фигурные композиции, аллегорические скульптурные фигуры при въездах в города и др.
Племянник лауреата Сталинской премии скульптора В. Сколоздры, оказавшего помощь в становлении И. Самотоса.
В творческом багаже народного художника Украины И. Самото́са — более двухсот произведений, около 60 выставок, десятки памятников, монументов, фигур, фигурных композиций, бюстов, портретов, мемориальных таблиц не только на Украине, но и во Франции, Болгарии и Польше.

## Избранные работы
- скульптура В.Ленина (Николаев (Николаевская область),
- Памятник пионеру-герою Вале Котику в Шепетовке (1960),
- монумент Победы в г. Стрый (1965—1966),
- памятник «Аист» на месте сожженного фашистами селе Завоне (рядом с г. Сосновка Львовской области),
- Степану Бандере в Стрые (1994), Старом Самборе (2008), (ему же готовит к открытию памятник в Трускавце),
- памятники Т. Шевченко в с. Верхнее Синевидное, родном селе Устье и пгт Щирец,
- борцам за волю Украины в г. Везин-Шалет во Франции (1995),
- начальнику генерального штаба УПА полковнику Гасину в с. Конюхове Стрыйском районе,
- памятник Вячеславу Черноволу во Львове,
- памятный горельеф Т. Шевченко в г. Николаеве (Львовской области).

Автор скульптурных портретов:
- Григория Сковороды,
- Ивана Котляревского,
- Дмитрия Яворницкого,
- Тараса Шевченко,
- Ивана Франко,
- Леси Украинки,
- Ивана Гонты,
- Максима Железняка и др.